# Jacob’s Creek
Jacob’s Creek (wina) – marka australijskich win powstała w 1976 należąca do Pernod Ricard Winemakers, spółki będącej częścią kompanii alkoholowej Pernod Ricard. Wina Jacob’s Creek produkowane są w trzech miejscach w Australii:
1. Barossa Valley,
2. Adelaide Hills,
3. Coonavarra

Wina Jacob’s Creek są eksportowane do różnych państw świata, również do Polski. W 2010 roku na całym świecie sprzedano ich ponad 55 mln litrów.

## Historia
Winnica powstała w roku 1847, kiedy to 18-letni Johann Gramp, imigrant z Bawarii, posadził pierwsze winorośle nad strumieniem Jacob’s Creek.
Pierwsze wino pod szyldem tej marki zostało wypuszczone na rynek w 1976 roku. Początek eksportu win Jacob’s Creek datuje się na 1984 rok, głównym rynkiem zbytu była wówczas Wielka Brytania.
W roku 1998 Jacob’s Creek rozpoczął produkcję swojego pierwszego wina musującego – Sparkling Chardonnay Pinot Noir.
W 2000 roku marka wypuściła na rynek linię produktów Reserve. W tym samym roku, na brzegu Jacob’s Creek, otwarte zostało centrum dla zwiedzających.
W 2010 roku pozycję Naczelnego Winiarza objął Bernard Hickin.
W 2011 roku firma wypuściła na rynek linię win, Cool Harvest, z okazji 35 lat istnienia marki.
W latach 1995–2015 marka zdobyła ponad 7000 nagród.

## Nagrody[4]
W 1994 roku Jacob's Creek otrzymało Maurice O'Shea Award.
W 2002 Philip Laffer otrzymał tytuł Winiarza Roku. Był Naczelnym Winiarzem marki w latach 1993-2006.
Światowa Organizacja Pisarzy i Dziennikarzy Winiarskich ogłosiła na międzynarodowych zawodach i pokazach winiarstwa Jacob’s Creek "numerem 1 w 2008 roku na liście 100 Najlepszych Winiarni".